# Константин Антонов (офицер)
Константин Антонов Антонов е български военен деец, полковник, командир на 18-и пехотен етърски полк в навечерието на Балканската война (1912 – 1913).

## Биография
Константин Антонов е роден е на 21 ноември 1864 г. в Плевен, Османска империя. На военна служба постъпва на 5 септември 1883 година, а през 1885 година завършва Военното на Негово Княжеско Височество училище и на 30 август е произведен в чин подпоручик.
Служи като командир на рота от 16-и пехотен ловчански полк, помощник-командир на 20-и пехотен добруджански полк и началник на 16-о полково военно окръжие. На 9 септември е назначен за командир на 18-и пехотен етърски полк, на която длъжност е до 10 октомври.
На 1 април 1914 година е произведен в чин полковник, а по време на мобилизацията за Първата световна война през 1915 година е на разположение на щаба на действащата армия. Командва 4-ти етапен полк. На 7 септември 1915 година е уволнен от служба.

## Военни звания
- Подпоручик (30 август 1885)
- Поручик (1887)
- Капитан (1890)
- Майор (2 май 1902)
- Подполковник (18 май 1906)
- Полковник (1 март 1914)

## Награди
- Народен орден „За заслуга“ (1889)
- Княжески орден „Св. Александър“ V ст. (1893)
- Знак „За 10 години отлична служба“ (1896)
- Знак „За 20 години отлична служба“ (1906)
- Народен орден „За военна заслуга“ IV ст. (1909)
- Възпоменателен кръст „За независимостта на България 1908 година“ (1910)